# Euphorbia lamarckii
Euphorbia lamarckii är en törelväxtart som beskrevs av Robert Sweet. Euphorbia lamarckii ingår i släktet törlar, och familjen törelväxter. Inga underarter finns listade i Catalogue of Life.

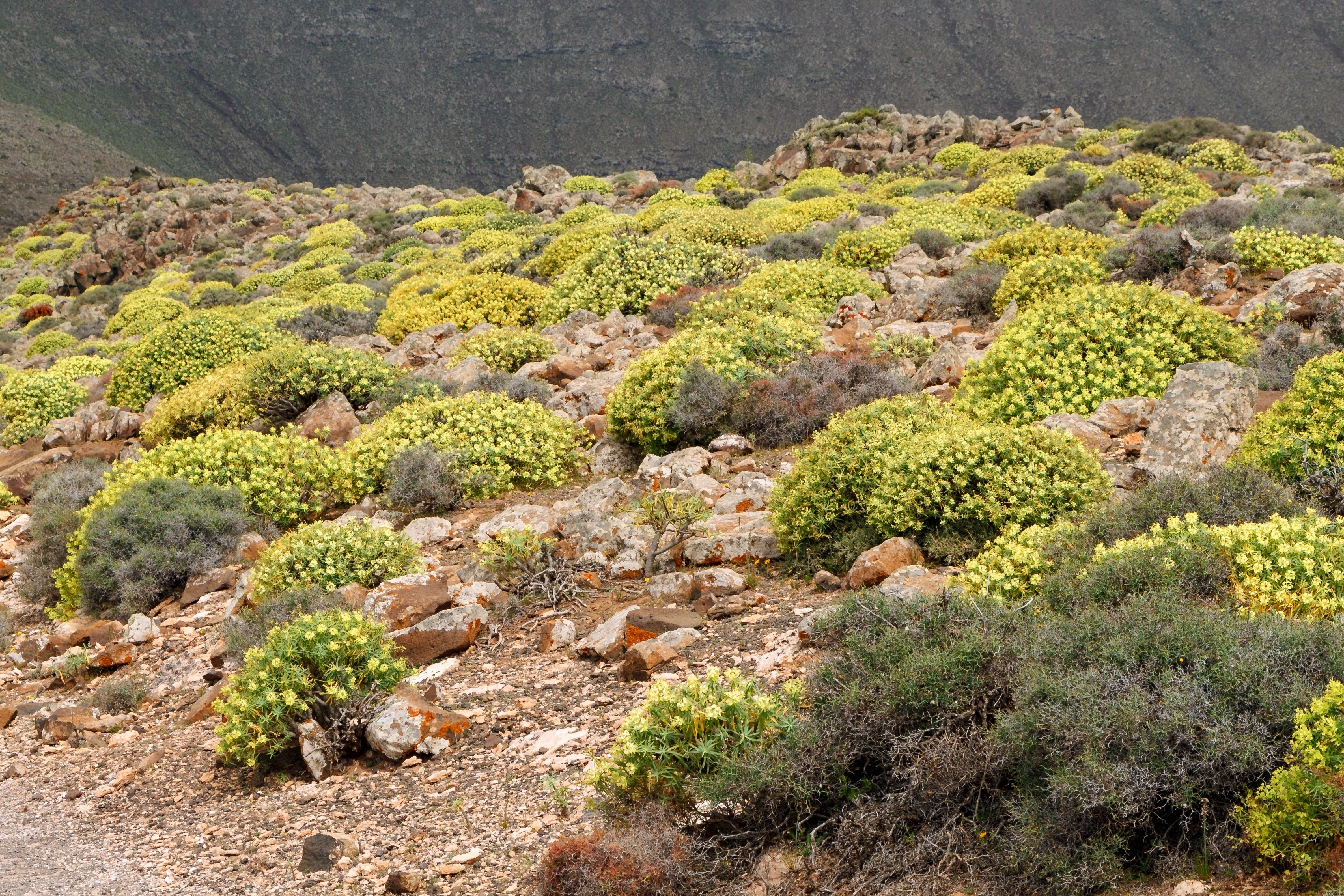
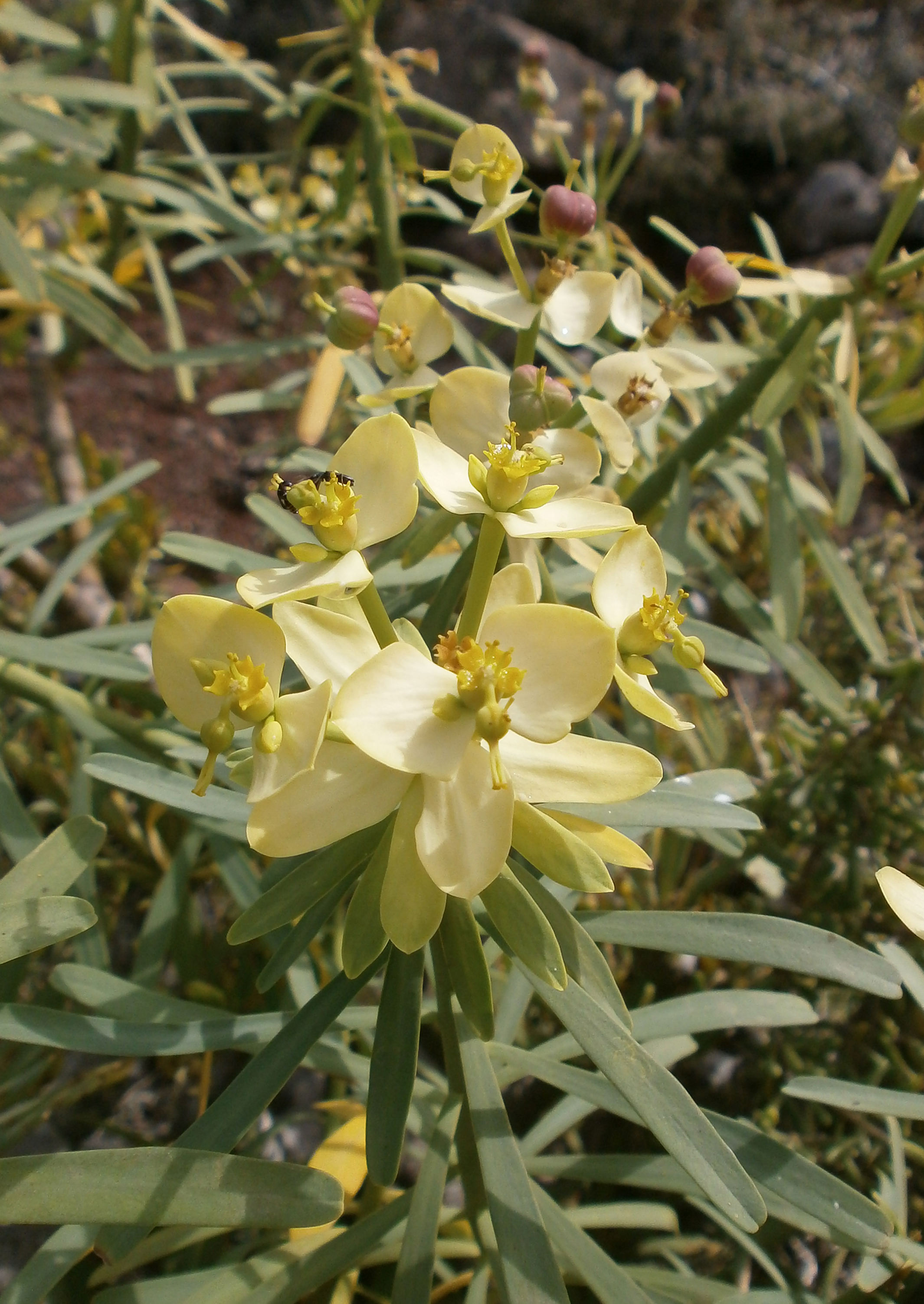
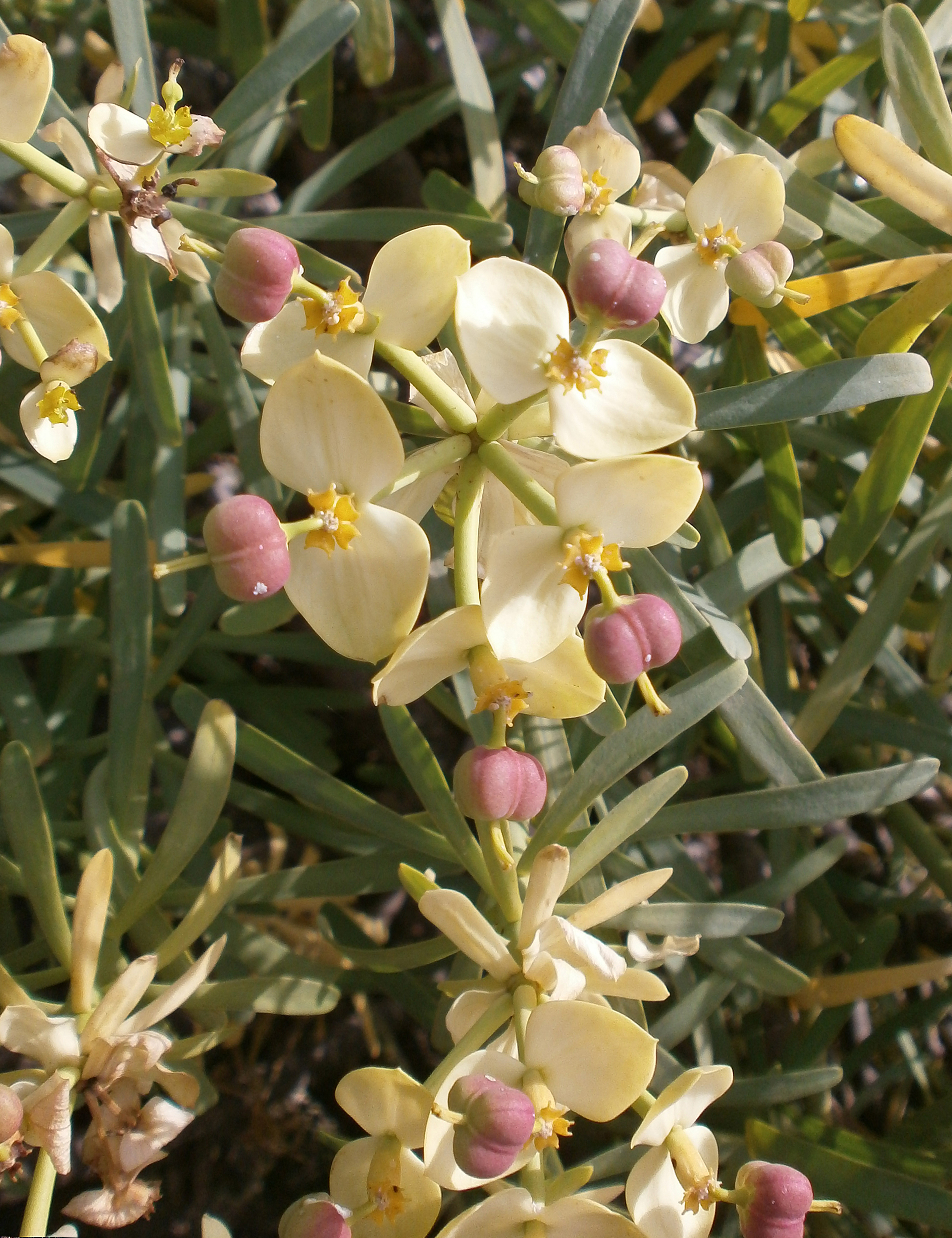
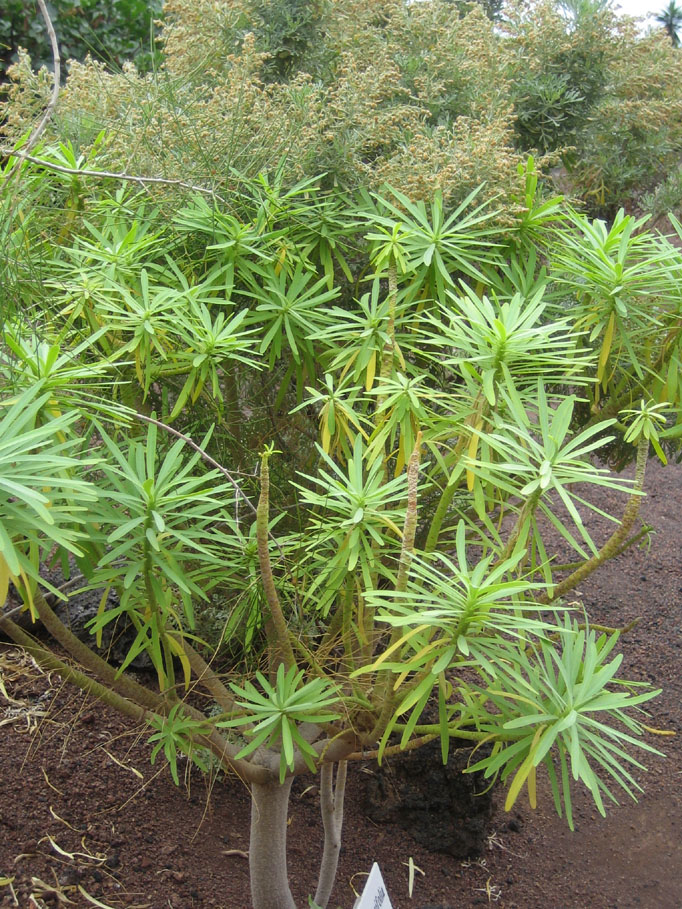
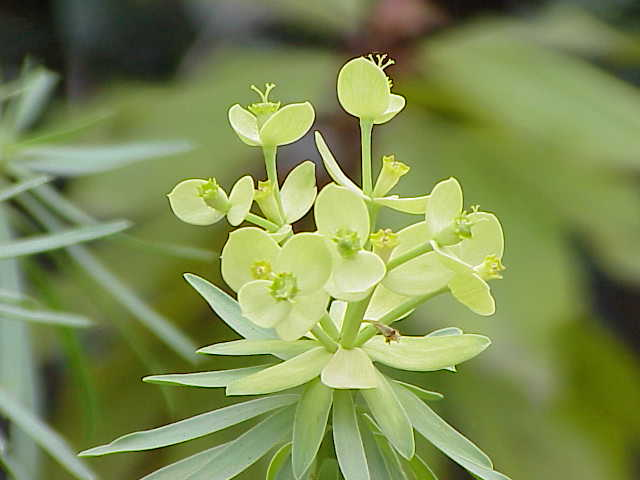
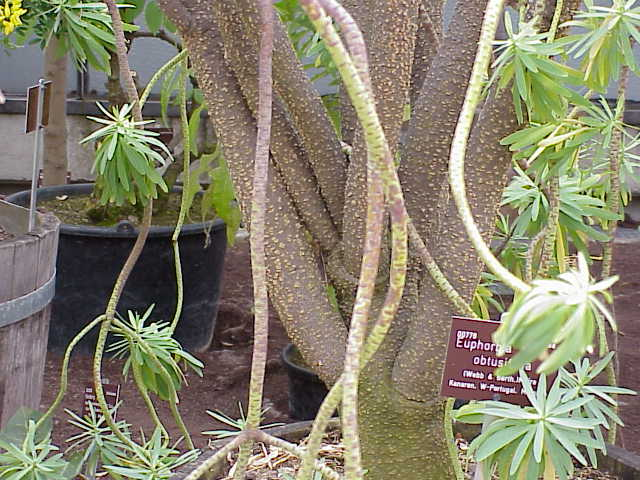